# ブリッジポート市長
ブリッジポート市長は、アメリカ合衆国コネチカット州ブリッジポートの首長である。
年俸は132459ドル（2012年7月時点）。

## 一覧
| #  | 氏名                         | 任期                     | 政党   |
| -- | ---------------------------- | ------------------------ | ------ |
| 1  | レミュエル・コールマン       | 18??-18??                | 不明   |
| ?  | フィロ・クラーク・カルフーン | 1855年 - 1858年          | 不明   |
| ?  | P・T・バーナム               | 1875年                   | 共和党 |
| ？ | ロバート・E ・デ・フォレスト | 1878年、 1889年、 1890年 | 民主党 |
| ？ | クリフォード・B・ウィルソン  | 1911年 - 1921年          | 共和党 |
| 42 | エドワード・ T・バッキンガム | 1929年 - 1933年          | 民主党 |
| 43 | ジャスパー・マクレヴィー     | 1933年 - 1957年          | 社会党 |
| 44 | サミュエル・ J・テデスコ     | 1957年 - 1965年          | 民主党 |
| 45 | ヒュー・C・カラン            | 1965年 - 1971年          | 民主党 |
| 46 | ニコラス・A・パヌージオ      | 1971年 - 1975年          | 共和党 |
| 47 | ジョン・C ・マンダニーチ     | 1975年 - 1981年          | 民主党 |
| 48 | レナード・S・パオレッタ      | 1981年 - 1984年          | 共和党 |
| 49 | トーマス・W・ブッチ          | 1985年 - 1989年          | 民主党 |
| 50 | メアリー・C・モラン          | 1989年 - 1991年          | 共和党 |
| 51 | ジョーゼフ・P・ガニム        | 1991年 - 2003年          | 民主党 |
| 52 | ジョン・M・ファブリージ      | 2003年 - 2007年          | 民主党 |
| 53 | ビル・フィンチ               | 2008年 - 現在            | 民主党 |